# Браггс (Оклахома)
Браггс (англ. Braggs) — місто (англ. town) в США, в окрузі Маскогі штату Оклахома. Населення — 270 осіб (2020).

## Географія
Браггс розташований за координатами 35°39′47″ пн. ш. 95°11′55″ зх. д. / 35.66306° пн. ш. 95.19861° зх. д. (35.663048, -95.198486).  За даними Бюро перепису населення США в 2010 році місто мало площу 0,83 км², уся площа — суходіл.

## Демографія
Згідно з переписом 2010 року, у місті мешкало 259 осіб у 102 домогосподарствах у складі 71 родини. Густота населення становила 312 особи/км².  Було 124 помешкання (149/км²).
Расовий склад населення:
| - 61,4 % — білих - 29,7 % — корінних американців - 0,4 % — чорних або афроамериканців - 1,5 % — осіб інших рас |

До двох чи більше рас належало 6,9 %. Частка іспаномовних становила 1,9 % від усіх жителів.
За віковим діапазоном населення розподілялося таким чином: 22,0 % — особи молодші 18 років, 64,1 % — особи у віці 18—64 років, 13,9 % — особи у віці 65 років та старші. Медіана віку мешканця становила 36,2 року. На 100 осіб жіночої статі у місті припадало 107,2 чоловіків;  на 100 жінок у віці від 18 років та старших — 98,0 чоловіків також старших 18 років.
Середній дохід на одне домашнє господарство  становив 46 145 доларів США (медіана — 40 250), а середній дохід на одну сім'ю — 50 548 доларів (медіана — 41 625). Медіана доходів становила 34 500 доларів для чоловіків та 30 625 доларів для жінок. За межею бідності перебувало 14,5 % осіб, у тому числі 18,2 % дітей у віці до 18 років та 6,1 % осіб у віці 65 років та старших.
Цивільне працевлаштоване населення становило 109 осіб. Основні галузі зайнятості: освіта, охорона здоров'я та соціальна допомога — 30,3 %, транспорт — 11,9 %, мистецтво, розваги та відпочинок — 11,9 %.